# Odontolabis alces
Odontolabis alces es una especie de coleóptero de la familia Lucanidae.

## Distribución geográfica
Habita en Luzon, Samar, Mindanao y Palawan.